# Elymnias penanga
Elymnias penanga är en fjärilsart som beskrevs av John Obadiah Westwood 1851. Elymnias penanga ingår i släktet Elymnias och familjen praktfjärilar. Inga underarter finns listade i Catalogue of Life.

## Bildgalleri

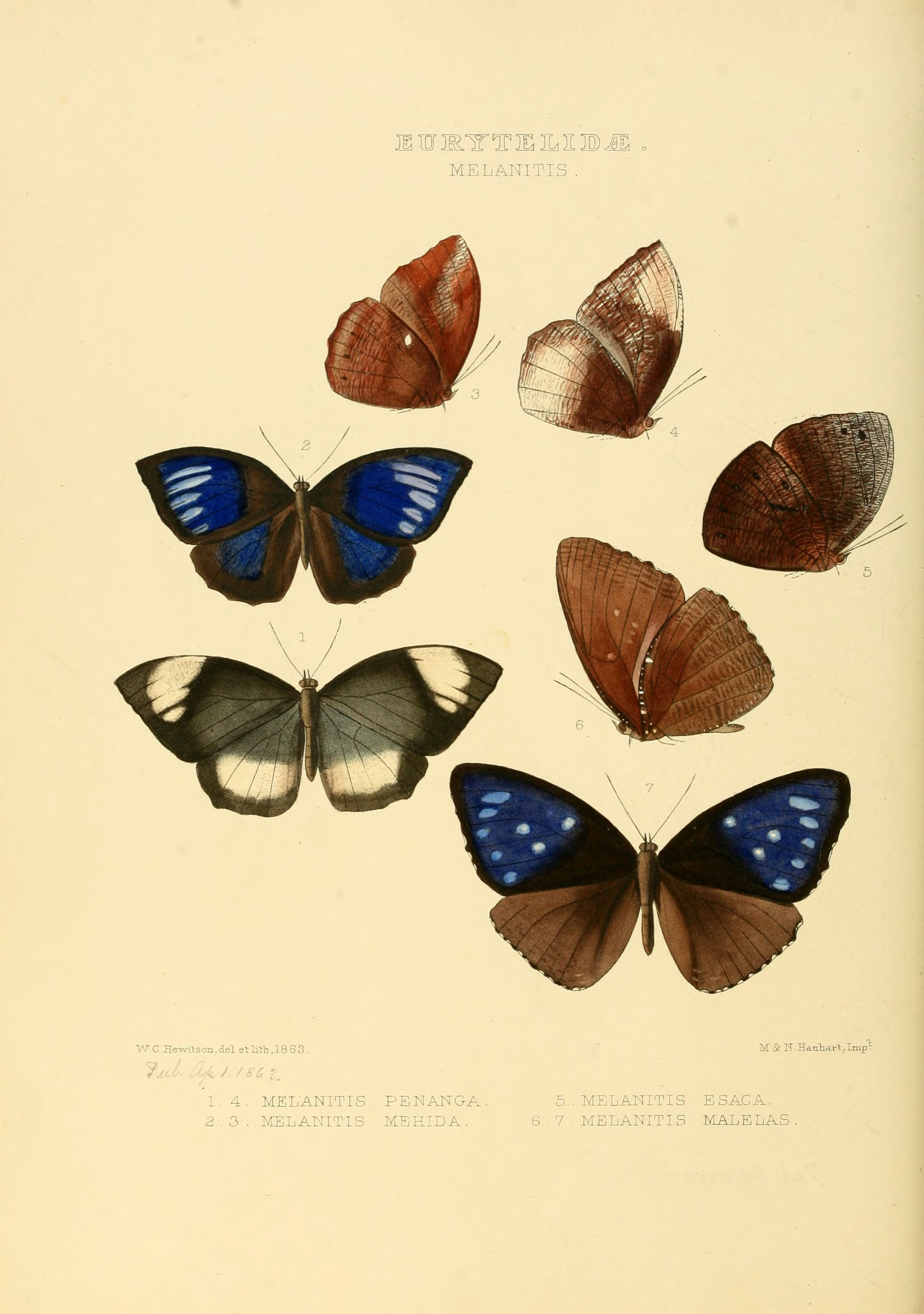